# 河本麻希
河本 麻希（こうもと まき、1983年3月24日 - ）は、日本の元女性ファッションモデル、元女優。神奈川県出身。

## 出演

### テレビドラマ
- 今週、妻が浮気します（2007年、フジテレビ） - ミキ 役
- 孤独の賭け～愛しき人よ～（2007年、TBS） - 東野隆子 役
- 山おんな壁おんな（2007年、フジテレビ） - 長島真澄 役
- 交渉人〜THE NEGOTIATOR〜（2008年、テレビ朝日） - 山本緑 役
- 絶対彼氏〜完全無欠の恋人ロボット〜（2008年、フジテレビ） - 佐藤のぞみ 役

### CM
- トヨタ自動車 ラクティス（2005年）
- デル Dimension 5150C（2005年）
- 不二家 LOOKチョコレート（2005年）
- 全日空 旅割（2006年）
- KDDI

### ラジオ
- SWITCH! KAWASAKI（2008年4月6日 - 6月22日、FMヨコハマ）

### 雑誌
- non-no（集英社） - 専属モデル